# The Mountain (1956)
The Mountain is een Amerikaanse dramafilm uit 1956 onder regie van Edward Dmytryk. Het scenario is gebaseerd op de roman La Neige en deuil (1952) van de Franse auteur Henri Troyat. De film werd destijds uitgebracht onder de titel Schaduwen over de sneeuw.

## Verhaal
Wanneer een Indiaas passagiersvliegtuig neerstort boven de Alpen, wil de hebzuchtige Chris Teller meteen de doden gaan beroven. Hij kan de plek van de ramp onmogelijk bereiken zonder de hulp van zijn oudere broer Zachary, een ervaren berggids. Na lang aandringen kan hij zijn broer overtuigen. Als ze het wrak bereiken, ontdekken ze dat er één overlevende is. Chris wil het meisje aan haar lot overlaten, maar Zachary verplicht hem om haar te helpen. Als Chris sterft tijdens de afdaling, vertelt Zachary aan iedereen dat hij zelf het wrak wilde plunderen en dat hij zijn broer Chris ertoe aanzette om mee te gaan.

## Rolverdeling
| Acteur           | Personage       |
| ---------------- | --------------- |
| Spencer Tracy    | Zachary Teller  |
| Robert Wagner    | Chris Teller    |
| Claire Trevor    | Marie           |
| William Demarest | Pater Belacchi  |
| Barbara Darrow   | Simone          |
| Richard Arlen    | C.W. Rivial     |
| E.G. Marshall    | Solange         |
| Anna Kashfi      | Indiaas meisje  |
| Richard Garrick  | Coloz           |
| Harry Townes     | Joseph          |
| Stacy Harris     | Nicholas Servoz |
| Yves Brainville  | Andre           |